# Chapelain de Sa Sainteté

Ornements communs des Chapelains de Sa Sainteté

Un chapelain de Sa Sainteté est un prêtre à qui le pape a accordé ce titre honorifique. Il est appelé « Monseigneur » (Monsignore) et a certains privilèges, comme en ce qui concerne robe et vêtements ecclésiastiques.
Conformément au motu proprio Pontificalis Domus du 28 mars 1968 les prêtres qui étaient autrefois appelés camériers secrets surnuméraires continuèrent à faire partie de la Maison pontificale, sous le nouveau nom de chapelains de Sa Sainteté. Les rangs inférieurs de camériers (camériers d'honneur en habit violet, camériers d'honneur extra Urbem), de même que les chapelains secrets, chapelains secrets d'honneur, chapelains d'honneur extra Urbem, etc. ont été supprimés. Chapelain de Sa Sainteté est ainsi devenu le premier (plus bas) des trois rangs de Monseigneur.
Leur origine remonte à l'époque du pape Urbain VIII. Ils ont fourni des services non rémunérés depuis le pontificat du pape Pie VI. La nomination des candidats extra Urbem peut être accordé à la demande de l'évêque par la nonciature apostolique, sous réserve de l'examen du bien-fondé de la personne considérée pour ce grade, et les critères du Saint-Siège. Une fois que le candidat a réussi toutes les exigences, un rescrit est établi par le Secrétairerie d’État attestant de la promotion de l'intéressé à ce rang ecclésiastique.
Peu de temps après son élection, le pape François a suspendu l'octroi du titre de « Monseigneur » aux prêtres qui n'étaient pas au service direct du Saint-Siège. Puis, en décembre de la même année, il fait connaître sa décision définitive de limiter cette concession aux prêtres diocésains d'au moins 65 ans et uniquement dans la catégorie des aumôniers de Sa Sainteté, à l'exclusion des deux catégories supérieures. Cependant, ceux qui avaient déjà obtenu le titre de « Monseigneur » et l'inscription dans les catégories supérieures n'en ont pas été privés, et les privilèges déjà accordés aux membres de certains chapitres de chanoines n'ont pas été abolis.
Sont aumôniers de Sa Sainteté durante munere (c'est-à-dire tant qu'ils sont titulaires du poste) :
- Les chanoines des cathédrales de Lodi et de Syracuse,

- Les chanoines du chapitre des saints Celse et Julien à Rome[3],

- Les chapelains magistraux de l'ordre souverain de Malte,

- Les clercs de la chapelle pontificale,

- Les chanoines des grandes basiliques papales.

Ce rang n'expire pas mais nécessite un renouvellement à la mort du pape qui a accordé ce rang.